# Абул-Фатіх Ґорі
Абул-Фатіх Ґорі або Гіяс ад-Дін Мухаммад (перс. غیاث‌ الدین محمد بن سام *1139—1202) — 3-й володар Гурідського султанату в 1163—1202 роках. Повне ім'я Гіяс ад-Дін Абул-Фатіх Мухаммад ібн Баха ад-Дін Сам.

## Життєпис

### Молоді роки
Походив з династії Гуридів. Син маліка Баха ад-Діна Сами I. Народився у 1139 році. При народженні отримав ім'я Мухаммад Після смерті батька у 1149 році опинився у в'язниці за наказом стрийка Ала ад-Діна Хусейна, що у 1150 році став першим султаном Гурідів. У 1161 році за наказом нового султана Сайф ад-Діна Мухаммада мухаммад було звільнено. Невдовзі став одним з наближених Сайф ад-Діна Після його загибелі у 1163 році стає новим володарем султанату під ім'ям Абул-Фатіх.

### Володарювання
Спочатку новому султанові довелося боротися проти власних родичів, що оскаржували його права на трон. У цій боротьбі Абул-Фатіх спирався на допомогу молодшого брата Муїз ад-Діна Мухаммада. Протягом 1163 року було переможено Абул-Аббаса, стрийка Фахр ад-Діна Масуда, що спирався на допомогу Їлдиза, валі Герата і Балха. Згодом відновив владу над Гархістаном, Тохаристаном, Гузганом. У 1164 році встановлено зверхність над Баміаном, де посаджено на трон стрийєчного брата султана — Шамс ад-Діна Мухаммада. Протягом 1165-117- років підкорено Бадахшан, Балх, Чаганян, Вахш, Ярум. Водночас відбито спроби каракитаїв вдертися до Хорасану. Після цього Абул-Фатіх встановив мирні відносини з Каракитайським ханством.
У 1173 році султан завдав поразки огузам, у яких відняв Газні, де намісником зробив брата Муїз ад-Діна. Згодом той продовжив боротьбу проти огузів, у яких відібрав Кабулістан. У 1174 році надав притулок Султан-шаху, що тоді боровся з братом Текішом за трон хорезмшахів. У 1175 році захоплено Герат та навколишню область. В результаті під владою Абул-Фатіха опинився майже весь сучасний Афганістан та більша частина Пакистану.
Наприкінці 1170-х років захоплено Пенджаб, а у 1186 році остаточно знищено державу Газневідів. У 1189 році надав війська султан-шаху, що захопив Мервську оазу та частину Хорасану. Втім невдовзі останній став вимагати від Абул-Фатіха передачі Герата й інших міст. У 1190 році у битві при Мерв-ар-руді війська Гурідів перемогли Султан-шаха. Але, коли останній того ж року втік від свого брата Текіша до Абул-Фатіха, той надав йому потужні війська. З ними вдалося відбити напад хорезмшаха Текіша на Герата. Водночас гурідське військо перемогло каракитаїв, що вдерлися до Гузгану (частина сучасних афганських провінцій Фар'яб і Джаузджан).
Наприкінці 1180-х років здійснив декілька походів проти Керманського султанату, скориставшись з його занепаду. У 1196 році встановив союзницькі стосунки з багдадським халіфом ан-Насиром, разом з яким намагався змусити Текіша залишити аджемський Ірак з містом Гамадан. У 1198 році Абул-Фатіх у новій військовій кампанії завдав поразки хорезмшаху та його союзникам каракитаям. За цим змусив Текіша замиритися з халіфом та визнати його духовну зверхність Багдаду.
У 1200 році скориставшись повстання Гінду-хана, родича хорезмшахів, Абул-Фатіх розпочав військову кампанію проти Мухаммеда II, правителя Хорезмійської держави. 1201 року війська Гурідів захопили місто Мерв, майже без бою зайняли Абівенд, Серахс і Нісу, захопили Нішапур, Тус, полонили брата хорезмшаха Алі-шаха, якого відправили до Герату. Але вже у серпні того ж року війська хорезмшаха взяли в облогу Герат. У відповідь султан викликав брата Муїзз ад-Діна Мухаммада з Пенджабу. Герат вдалося врятувати, хорезмшах отримавши викуп рушив на Нішапур. У цей час підійшли війська на чолі із муїзз ад-Діном. У битві при Мерв-ар-руді жодна зі сторін не здобула перемоги. Проте хорезмшах Мухаммед II вимушений був відступити до Хорезму. Війська гуридів рушили до Горгану і Мазандерану, які визнали їхню владу.
Втім, уже в серпні-листопаді 1201 року війська хорезмшаха відвоювали Мерв, Нішапур і Серахс. У відповідь султан відправив нове військо, яке відвоювало частину Хорасану до міста Тус включно. Почалися люті холоди, і кіннота Гуридів стала відчувати брак фуражу. Гурці стали оббирати жителів Туса, конфіскуючи в них фураж і харчі. Протягом 1202 року точилися бої в Хорасані. Водночас султан Абул-Фатіх збирав додаткові сили, з якими прибув до Герату. Наприкінці року він захворів й помер. Новим султаном став його брат Мухаммад Ґорі.

## Родина
- Махмуд, султан у 1206—1212 роках